# نحلية
نحلية أو كما تعرف محليّاً ناحلية قرية سوريّة تتبع إداريّاً لمحافظة حلب منطقة منبج ناحية أبو كهف، بلغ تعداد سكانها 586 نسمة حسب التعداد السكاني لعام 2004.